# Ulambayaryn Sürenjav
Ulambayaryn Sürenjav (en mongol: Уламбаярын Сүрэнжав; 9 de enero de 2000) es una deportista mongola que compite en taekwondo adaptado. Ganó una medalla de oro en los Juegos Paralímpicos de París 2024, en la categoría de –52 kg.

## Palmarés internacional
| Juegos Paralímpicos | Juegos Paralímpicos | Juegos Paralímpicos | Juegos Paralímpicos |
| Año                 | Lugar               | Medalla             | Categoría           |
| ------------------- | ------------------- | ------------------- | ------------------- |
| 2024                | París (Francia)     | Medalla de oro      | –52 kg              |